# Cantonul Villeneuve-la-Garenne
Cantonul Villeneuve-la-Garenne este un canton din arondismentul Nanterre, departamentul Hauts-de-Seine, regiunea Île-de-France, Franța.

## Comune
| Comune                | Populație (1999) | Cod poștal | Cod INSEE |
| --------------------- | ---------------- | ---------- | --------- |
| Villeneuve-la-Garenne | 24.711           | 92.390     | 92 078    |